# Maks Wraber
Maks Wraber, slovenski botanik, * 16. september 1905, Kapla na Kozjaku, † 14. maj 1972, Ljubljana.
Po končani klasični gimnaziji v Mariboru je vpisal študij naravoslovja na Filozofski fakulteti v Ljubljani, kjer je diplomiral leta 1930. Med doktorskim študijem na Univerzi v Ljubljani se je izpopolnjeval tudi na Univerzi v Münchnu, doktoriral je leta 1933. Njegova doktorska disertacija je bila prva disertacija s področja botanike na Univerzi v Ljubljani. Kasneje je nanj posebej vplival stik s fitosociologijo, ko se je med letoma 1935 in 1936 izpopolnjeval na Station Internationale de Géobotanique méditerranéenne et Alpine (SIGMA) v Montpellieru pri znanem fitosociologu Braunu-Blanquetu. Med 1934 in 1943 je delal kot gimnazijski profesor, leta 1941 pa je postal tudi izredni predavatelj na tedanji Tehniški fakulteti v Ljubljani, kjer je poučeval predmet Osnovni pojmi iz tehnične botanike. Kasneje je deloval v Botaničnem inštitutu Univerze, na Gozdarskem inštitutu Slovenije, v Zvezi gozdnih gospodarstev in podjetij gozdarstva in med 1954 ter 1955 kot kustos Prirodoslovnega muzeja Slovenije. Leta 1954 je postal tudi honorarni sodelavec Biološkega inštituta SAZU, kjer je do leta 1961 napredoval v znanstvenega svetnika. Leta 1969 je postal častni član Prirodoslovnega društva Slovenije in bil izvoljen za dopisnega (po sedanjem sistemu  izrednega) člana SAZU. Bil je tudi dopisni član Italijanske gozdarske akademije v Firencah.
Kot raziskovalec na Biološkem inštitutu SAZU se je posvečal sistematičnemu preučevanju flore Slovenije, predvsem gozdnih združb, predvsem v namen vzpostavitve temeljev za trajnostno gospodarjenje z gozdovi. Bil je ustanovitelj in vodja fitocenološke skupine inštituta in tudi v širšem jugoslovanskem prostoru eden glavnih organizatorjev te dejavnosti. Med svojimi terenskimi raziskavami, ki so zajele celotno Slovenijo in sosednje dežele, je zbral obsežen herbarij, ki ga je kasneje zapustil Univerzi v Ljubljani.
Njegov sin Tone Wraber (1938–2010) je bil prav tako botanik, profesor na Oddelku za biologijo Biotehniške fakultete v Ljubljani.

## Dela
Maks Wraber je avtor številnih znanstvenih, strokovnih in poljudnih člankov ter razprav. Sodeloval je tudi pri izdelavi okrog 100 strokovnih elaboratov za gozdna gospodarstva in napisal štiri monografije:
- Classe des Rudereto-Secalinetales, Groupements messicoles, culturaux et nitrophiles-ruderales du cercle de végétation méditerranéenne; prodrome des Groupements végétaux, 3 (Montpellier 1936; z J. Braunom-Blanquetom)
- Rastlinska biološka oblika — zrcalo življenjskih pogojev (1946) (COBISS)
- Gojenje gozdov v luči genetike (1950) (COBISS)
- Gozdna združba jelke in okroglolistne lakote v Sloveniji — Galieto rotundifolii-Abietetum Wraber, 1955 (1959) (COBISS)

## Priznanja
Za svoj prispevek fitogeografskemu kartiranju Slovenije je leta 1970 prejel nagrado sklada Borisa Kidriča. Leto prej je bil izvoljen za dopisnega člana Slovenske akademije znanosti in umetnosti ter inštitucije Accademie italiana di scienze forestali iz Firenc.